# Теорема Шварца о дуге
Теорема Шварца о дуге даёт ограничения на длину дуги с кривизной не превышающей определённого значения.
Теорема приписывается Герману Шварцу, в честь которого и названа.

## Формулировка
Предположим, что пара точек {\displaystyle p} и {\displaystyle q} разбивает единичную окружность на две дуги с длинами {\displaystyle \ell \leq L}.
Тогда любая кривая кривизны не больше 1, соединяющая точки {\displaystyle p} и {\displaystyle q}, имеет длину либо не больше {\displaystyle \ell }, либо не меньше {\displaystyle L}

## Вариации и обобщения
- Лемма о луке доказанная Акселом Шуром[англ.] появилась как обобщение теоремы Шварца.[5]